# Park im. Stanisława Wyspiańskiego w Krakowie
Park im. Stanisława Wyspiańskiego (tzw. „Stary Park”) – park miejski w Krakowie, znajdujący się w dzielnicy IV Prądnik Biały, ograniczony ulicami Tadeusza Makowskiego, Władysława Łokietka i Józefa Chełmońskiego. Powstał w centrum obszaru po zburzonym i zasypanym ziemią w latach 1956–1958 forcie austriackim 9 „Krowodrza” (należącym do Twierdzy Kraków, z lat 1860–1864). Stąd charakterystyczny wygląd, przypominający kształtem krater.
Do parku prowadzą trzy wejścia: od ulicy Tadeusza Makowskiego, od strony kościoła św. Jadwigi Królowej oraz od ulicy Józefa Chełmońskiego. W parku jest teren zielony z alejkami i ławkami oraz placem zabaw.
Na dawnych wałach fortu rozlokowano rodzinne ogrody działkowe im. Lewińskiego, powstałe w 1938 r. jako pracowniczy ogród działkowy.

## Galeria

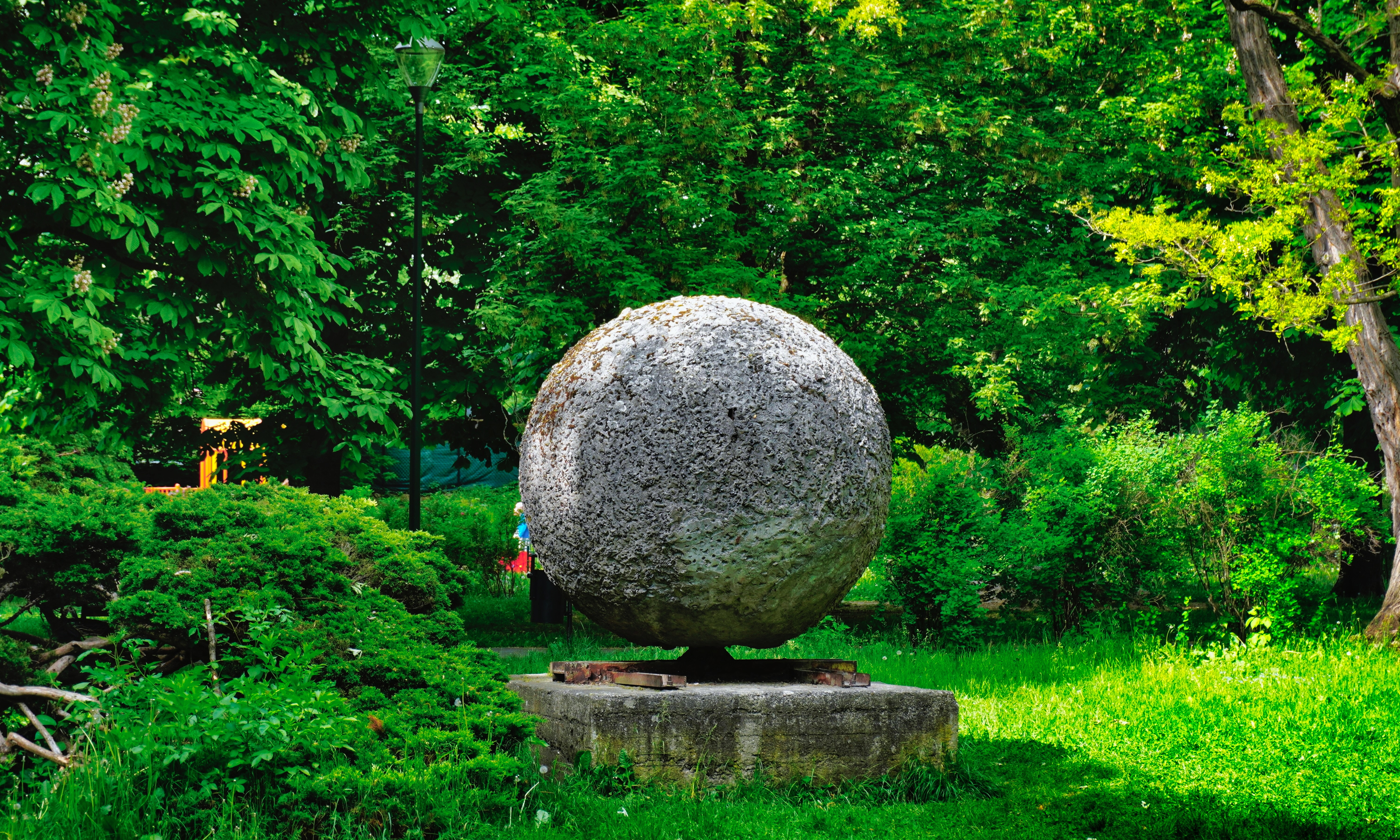
Rzeźba „Kula” (beton) Jerzy Nowakowski, 1971
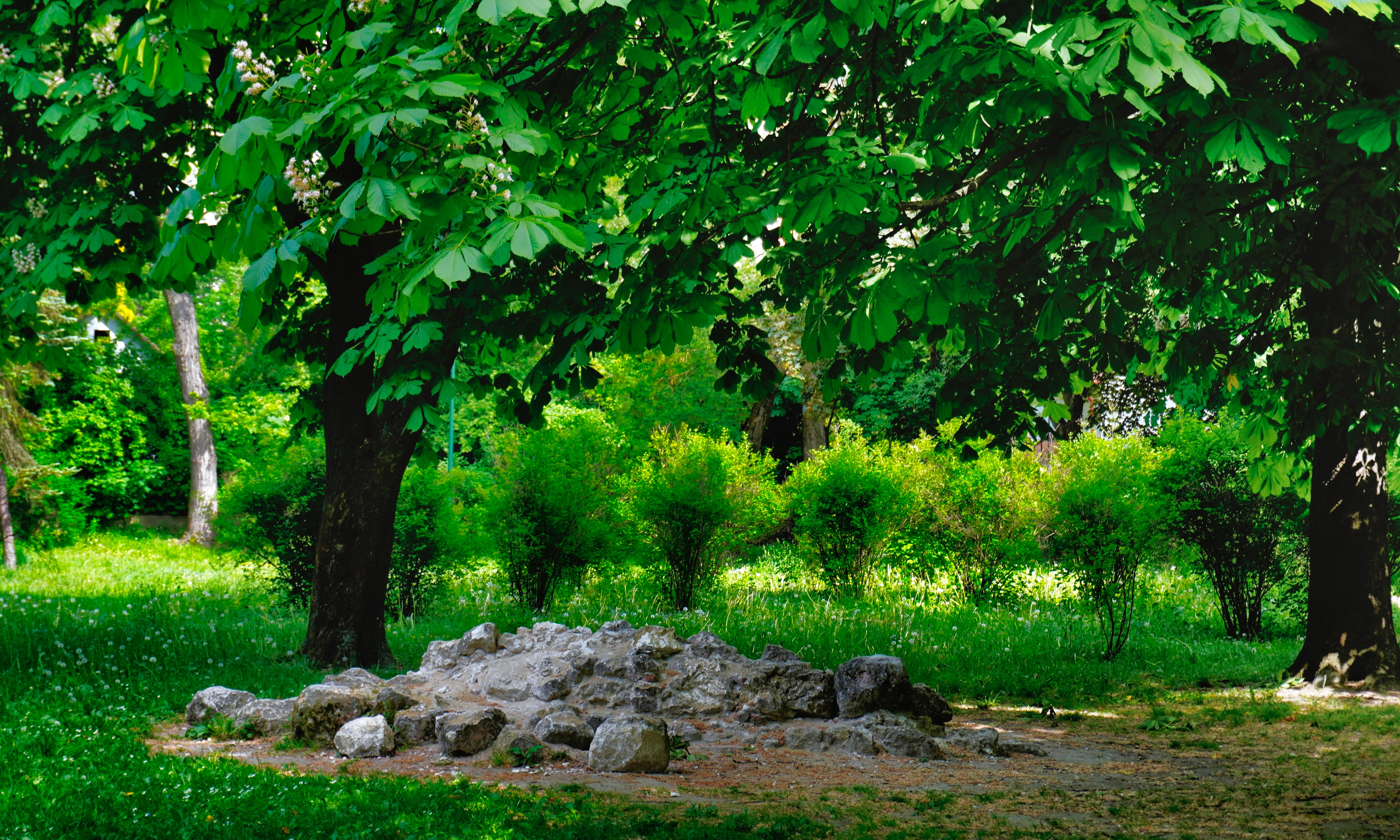
Relikty Fortu 9 „Krowodrza” na terenie parku
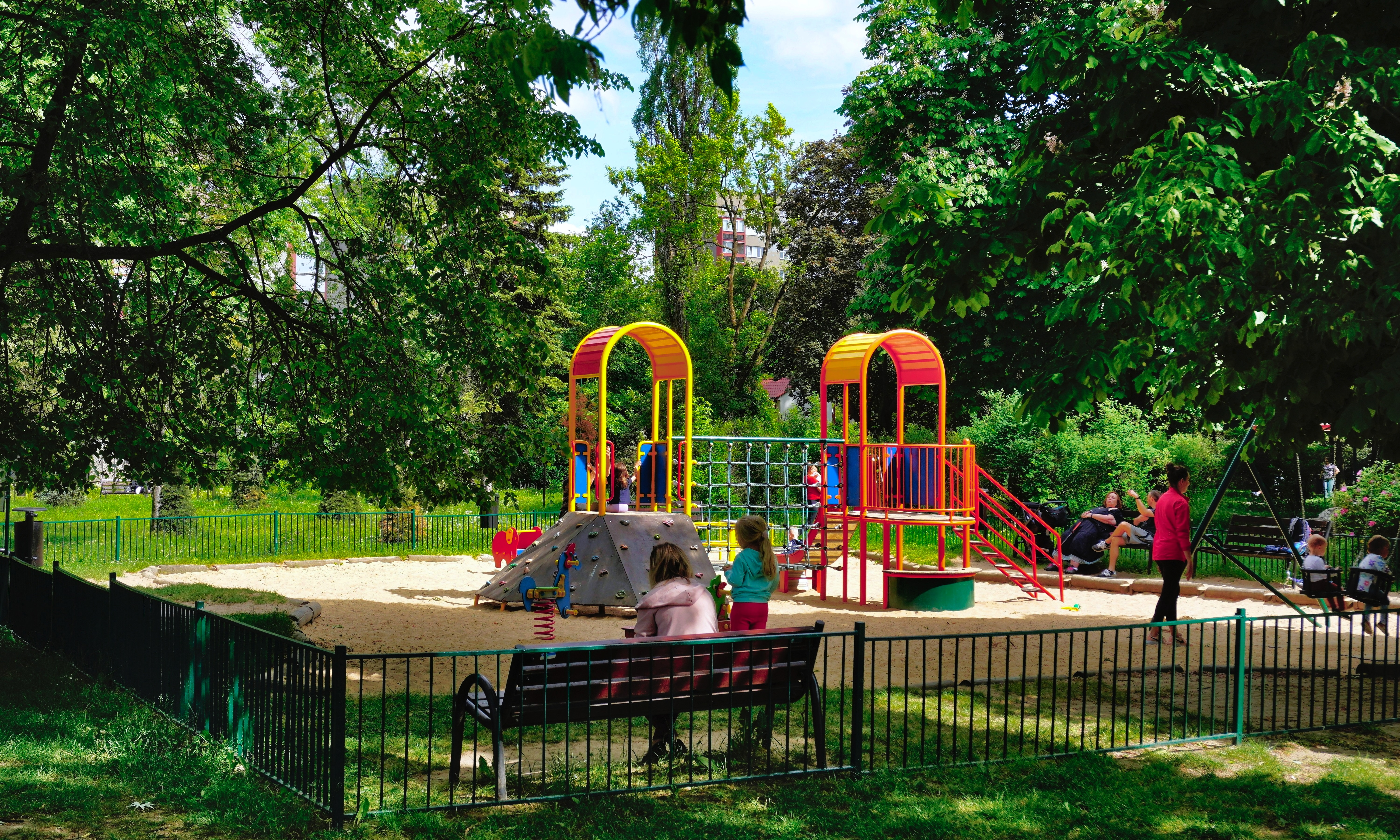
Plac zabaw
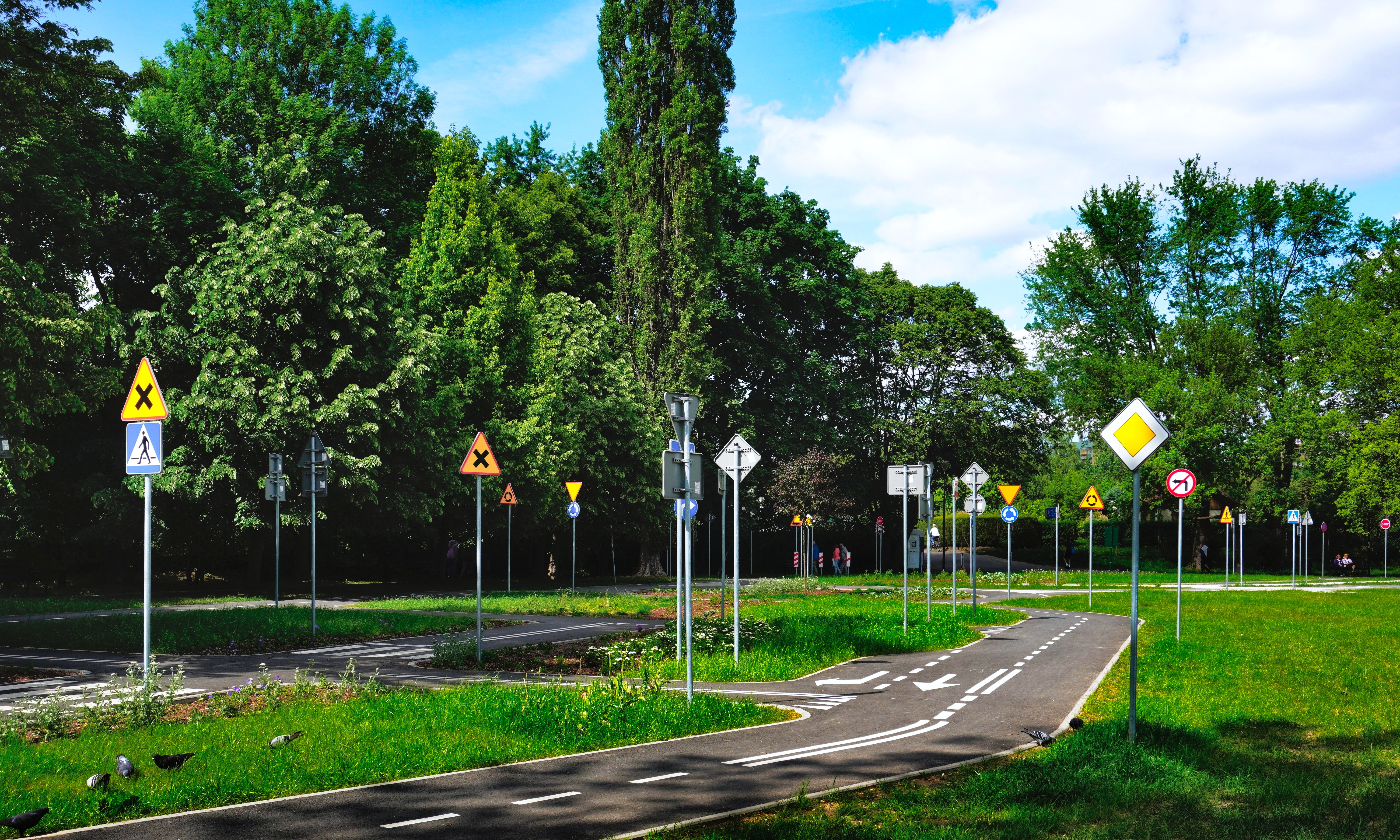
Miasteczko ruchu drogowego
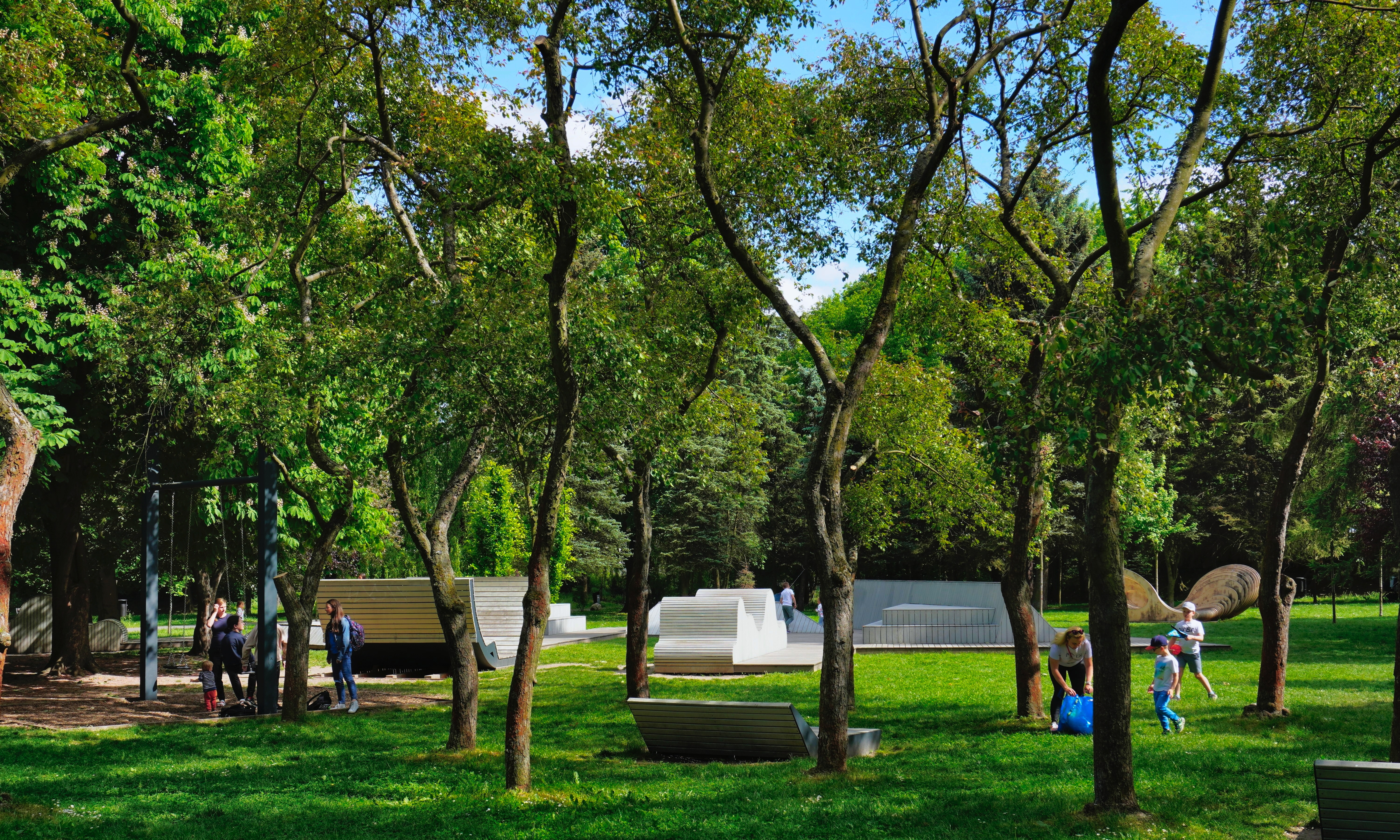
Park rekreacji dla dorosłych
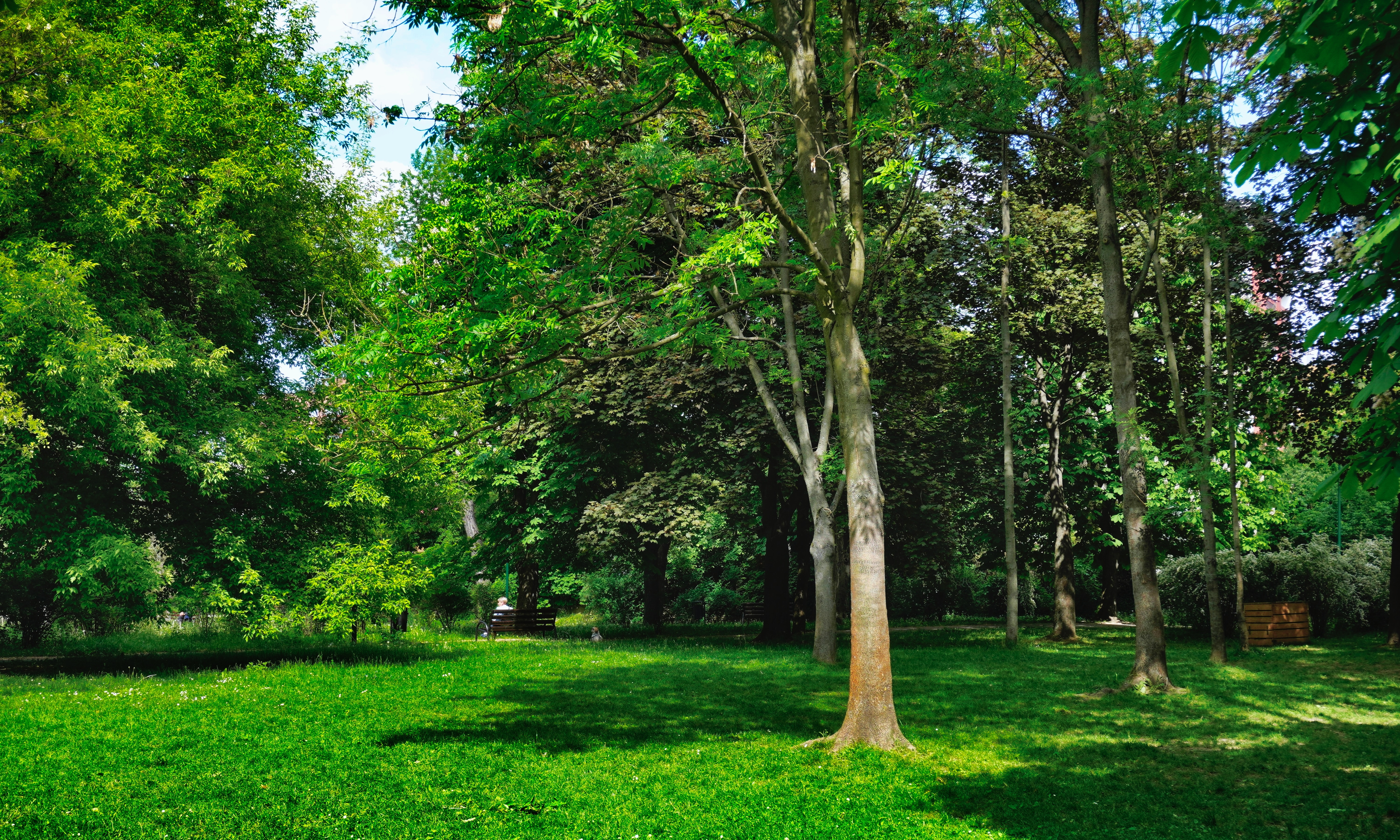
Ogólny widok
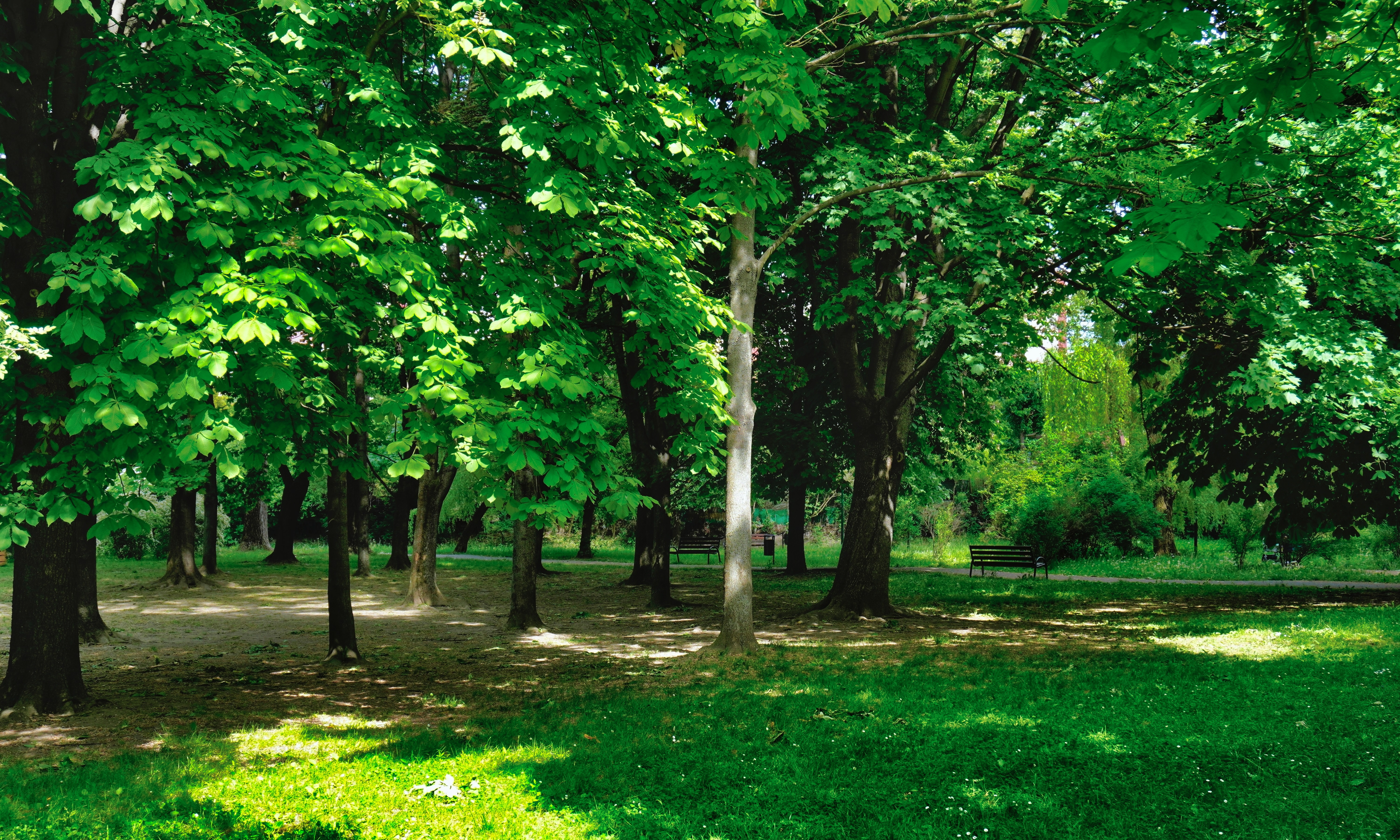
Ogólny widok
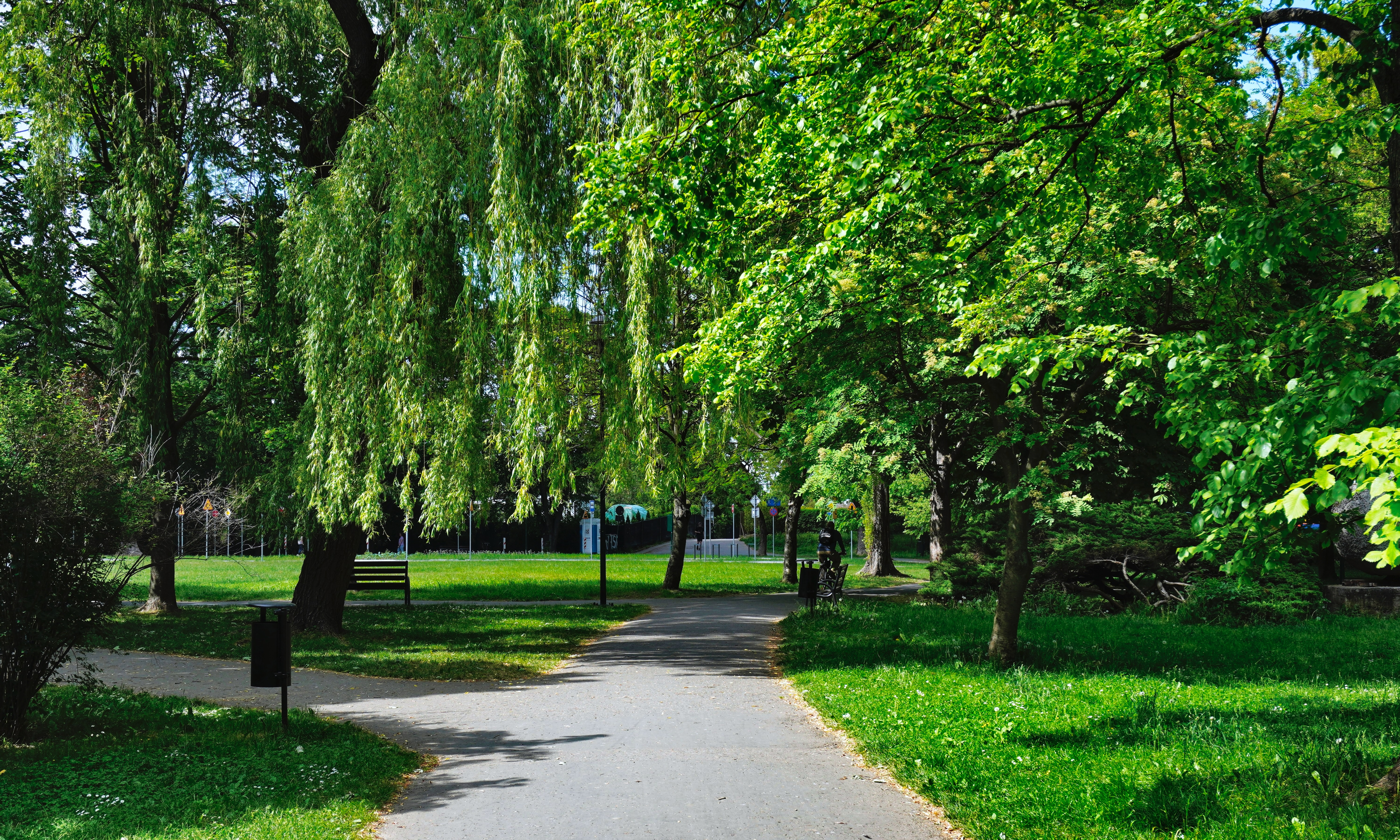
Ogólny widok, alejka w parku